# Artex
Artex là một loại vật liệu phủ bề mặt được sử dụng để trang trí nội thất, thường dùng cho tường và trần nhà, cho phép người trang trí thêm họa tiết hoặc tạo mô hình nổi trên nó trước khi hoàn thiện.

## Mô tả
Artex nguyên là thương hiệu của Artex Ltd., một công ty sản xuất vật liệu xây dựng có trụ sở tại Vương quốc Anh (từ năm 2005, công ty thuộc tập đoàn Saint-Gobain của Pháp). Nó được công ty sản xuất và sử dụng rất rộng rãi ở Anh từ thập niên 1970, chủ yếu là với các tạo hình nổi và các họa tiết xoáy. Artex khác với thạch cao ở chỗ nó được bán trên thị trường như một vật liệu nhằm mục đích tạo ra một lớp hoàn thiện có kết cấu, do đó cho phép hoàn thành bề mặt trang trí mà không cần quá nhiều kỹ năng trát vữa. Do sự ứng dụng phổ biến của loại vật liệu này mà Artex trở thành một nhãn hiệu chung thường được sử dụng để chỉ các sản phẩm tương tự của các nhà sản xuất khác.
Mặc dù cho đến tận năm 2020, Artex vẫn được bán trên thị trường, nhưng mức độ phổ biến của nó không đạt được như trước. Một trong những nhược điểm của loại vật liệu này là nó không thể liền mạch với bề mặt tường trần khi sửa chữa. Việc loại bỏ nó cũng khá khó khăn, khi cần phục hồi các hư hại bên trong.

## An toàn sức khỏe
Cho đến giữa thập niên 1980, Artex được sản xuất bằng amiăng trắng để tăng cường độ bền. Tuy nhiên, loại nguyên liệu này bị cảnh báo là có thể gây ra những ảnh hưởng nghiêm trọng về mặt sức khỏe. Vì vậy, các sản phẩm Artex được sản xuất sau năm 2000 có thể có hoặc không chứa amiăng. Các nhà sản xuất đưa ra cảnh báo, vật liệu Artex chỉ có hại khi ở dạng bột (tức là ở dạng bột nguyên, bụi sinh ra do quá trình chà chám hoặc hoạt động khoan, đục), không gây rủi ro trong khi nó đã ổn định được phủ sơn.